# Губкинское нефтегазоконденсатное месторождение
Губкинское нефтегазоконденсатное месторождение (Губкинское газонефтяное месторождение) — месторождение газа, газового конденсата и нефти. Открыто 11 февраля 1965 года. Одним из первооткрывателей является Герой Социалистического Труда Николай Иванович Григорьев. Расположено в Пуровском районе ЯНАО, в восточной части Губкинского нефтегазоносного района Надым-Пуровской нефтегазоносной области. Входит в состав Западно-Сибирской нефтегазоносной провинции. Гидрографически расположено в водоразделе рек Пякупур и Пурпе.
В ходе поискового бурения на скважине Р-101 в ночь на 11 февраля 1965 года начался выброс глинистого раствора, который быстро перерос в открытое фонтанирование природного газа — одно из крупнейших в истории советской геологии. В целях безопасности люди, работавшие на буровой, были эвакуированы. Утром того же дня произошло воспламенение фонтана газа, место бурения охватило пламя. Через несколько минут образовался кратер, в который упали буровая установка и другое оборудование. Из кратера вырывалось пламя диаметром до семидесяти метров и высотой в сто метров. Жар чувствовался на расстоянии 600 метров, на реке Пур растаял лёд.
Для ликвидации открытого фонтана было решено пробурить к аварийной скважине наклонную и через неё насытить поток газа жидкостью. Работы по ликвидации заняли всю весну и лето 1965 года. 24 апреля аварийная бригада под руководством Николая Ивановича Григорьева начала бурение оценочной скважины для того, чтобы понять, на какой глубине располагается газовый горизонт. Затем забурили наклонную скважину. 7 августа в скважину закачали 100 кубометров глинистого раствора цемента, но из-за последующей закачки воды он был вымыт, и фонтан пробудился, хотя и с меньшей силой. Посоветовавшись с Ю. Г. Эрвье, Григорьев распорядился закачать весь имеющейся буровой раствор в скважину. Полностью устранить фонтанирование удалось 28 августа 1965 года.
Промышленная разработка Губкинского месторождения началась только в 1999 году, так как оно не относилось к разряду особо крупных месторождений. Первая очередь Губкинского месторождения была сдана 31 мая 1999 года.
По уточнённым данным 2011 года общие запасы газа составляли более 415 млрд м³. Добыча природного газа за 2010 год составила 15 млрд м³.